# クルクルキューティクル
クルクルキューティクルは、ホリプロに所属していたお笑いコンビ。

## メンバー
- 前田友理香（まえだ ゆりか、1984年4月7日 - 、ボケ担当）埼玉県出身、身長158cm、O型、趣味はテニス・野球、特技は料理・暗記。ニックネームは「ゆりちん」「前ちゃん」

- 早房結香（はやぶさ ゆか、1980年4月15日 - 、ツッコミ担当）静岡県出身、身長153cm、B型、趣味はカラオケ・酒盛り、特技はヴァイオリン。ニックネームは「はやぶぅ」「ゆかち」「はやちゃん」。その後「ぶっさん」とも。

## 来歴
- 2004年7月結成。そのきっかけは、これより前に組んでいた「ケーキーズ」というコンビを解消したばかりだった早房が出会い系サイトのような所で『女芸人の相方募集中』という前田の書き込みを見つけたことだったという[1]。なお、コンビ名はCool（クール）、Crude（クルード＝天然のままの）、Cute（キュート）に由来する[2]。コンビ名案の中でボツになったものの中には『めっちぇん』もあったが、この名前は赤羽奈々瀬と菰岡真美のコンビ名として早房が譲り渡している。
- おネエ★MANS（日本テレビ）、奇跡体験!アンビリバボー（フジテレビ）で前説を務めた経験がある[3][4]。
- 『セレブクマキリ』（静岡第一テレビ）の2006年8月の放送と『月刊ENTAME』（徳間書店）2008年3月号（p.70）において、二人で水着姿を披露したことがある。
- 漫才としての最後の活動は2008年3月29日の「雷ライブ」（浅草フランス座演芸場東洋館）、最後の仕事は同年3月31日の『おネエ★MANS』の前説であり[3]、この日を以って解散。同年4月からは、早房は元『ほくろ38コ』（2008年3月で解散）のボケ役・岡野絵里と『パシンペロン』を新たに結成、前田は“催眠術芸人”『十文字ゆりか』としてピンで活動することになった（その後、2008年10月からはお笑いトリオ『トリコロール』メンバーの『梨花』として活動）。なお、二人とも所属事務所はそのままホリプロに留まる。
- 2008年7月19日に行われたライブ『スマイル☆スパーク』（中目黒GTプラザホール）においてパシンペロン、十文字ゆりかの二組が一緒に出演、公の場では解散後初めての共演となった。その後『ニンニンちくび』（インターネットテレビ）の2008年8月26日の回や、2008年10月より始まった『ホリプロお笑いライブNEXT』、2008年12月より再開した『ホリプロお笑いジェンヌライブ』など、二人が共演することも多くなっている。そして2009年5月1日、同年10月2日には、二人のそれぞれのコンビ（パシンペロン、トリコロール）2組でのトークライブ『おしゃべりアリス』（横浜市関内・Yellow Worm）を行った。

### XANADU loves NHC
かつては芸能人女子フットサルチーム「XANADU loves NHC」に2人一緒に所属していた。2007年3月15日をもって2人とも退団したが、前田のみ、2008年8月の『冒険王リーグFINAL』からXANADUに復帰した。

## 芸風
基本コンセプトは“ぶりっこ漫才”と言われ、『どーもです!どーもです!クルクルキューティクルでーす!』で始まり、最後には『はーい、どーもでした!』で締めるのが通例となっていた。
主な定番のものとしては、前田が早房のやや太目の体形をいじること、早房に突っ込まれた前田が目を剥き舌を出して、『てへっ』とおどけること、前田の『よろしくだにゃん!』という萌えポーズ（この後、早房に突っ込まれるのが定番パターン）など。
持ちネタに「自動車教習所」他色々な「教習所」、「エステティシャン」、「結婚ナビ」、また前説経験を元にしたものや季節・時期のネタなどがあった。

## 出演

### テレビ
- 第1回お笑いチャンピオンボウリング（フジテレビ） - 応援として出演
- 北野タレント名鑑（フジテレビ）

2005年7月14日放送、頭に『ま』の付くタレントということで前田が解答者として、早房は応援として出演。PRタイムを獲得し、2人揃ってビキニ姿でPRをした。
- Goro's Bar（TBS） - フロアレディとして出演
- セレブクマキリ（静岡第一テレビ）
- ブスの瞳に恋してる（関西テレビ、フジテレビ系） - 第10話、W-1グランプリの出場者役
- 痛快!エブリデイ（関西テレビ） - 2006年6月28日、『本日開講! エブリハレンチ女学院 花の1学期編』で出演
- 爆笑オンエアバトル（NHK総合テレビジョン）戦績0勝3敗 最高161KB

これについて、後にライブなどで『3回合わせて400キロバトル超え』と自虐的にネタにしていた時もあった。ちなみに3回合わせての記録は463キロバトル（1回目が149KB、2回目が161KB、3回目が153KB）。この成績だったが、最下位は3回目だけであった（1回目の最下位はパンクラチオン、2回目の最下位はスカイラブハリケーン）。
- 浜ちゃんと!（読売テレビ、日本テレビ系）

### 舞台・ライブ
- ホリプロお笑いジェンヌライブ
- 雷ライブ （浅草フランス座演芸場東洋館）
- ピヴォ☆ガール （2005年12月30日～31日、2006年1月9日　池袋サンシャイン劇場） ※XANADU loves NHCの日に出演
- ピラミッダー（Studio twl　レギュラーMC）
- 東京ドミノ （Studio twl　レギュラー出演）
他